# Allahé
Allahé ist ein Arrondissement im Departement Zou in Benin. Es ist eine Verwaltungseinheit, die der Gerichtsbarkeit der Gemeinde Za-Kpota untersteht. Gemäß der Volkszählung von 2002 hatte Allahé 6903 Einwohner, davon waren 3291 männlich und 3612 weiblich.

## Berühmte Söhne und Töchter
- Stéphane Sessègnon (* 1984), Fußballspieler
- Khaled Adénon (* 1985), Fußballspieler
- Djiman Koukou (* 1990), Fußballspieler
- Désiré Sègbè (* 1993), Fußballspieler